# Awesome as Fuck
Awesome as Fuck (также Awesome as F**k)— концертный CD/DVD американской панк-рок-группы Green Day, вышедший 22 марта 2011 года. Альбом был записан в рамках 21st Century Breakdown Tour в Европе и Северной Америке.

## Список композиций
CD
Все тексты написаны Билли Джо Армстронгом за исключением отмеченных, вся музыка написана Green Day.
| №   | Название                                | Место записи                      | Длительность |
| --- | --------------------------------------- | --------------------------------- | ------------ |
| 1.  | «21st Century Breakdown»                | Лондон, Англия, Великобритания    | 5:51         |
| 2.  | «Know Your Enemy»                       | Манчестер, Англия, Великобритания | 4:50         |
| 3.  | «East Jesus Nowhere»                    | Глазго, Шотландия, Великобритания | 5:08         |
| 4.  | «Holiday»                               | Дублин, Ирландия                  | 4:16         |
| 5.  | «¡Viva la Gloria!»                      | Даллас, Техас, США                | 4:11         |
| 6.  | «Cigarettes and Valentines»             | Феникс, Аризона, США              | 2:43         |
| 7.  | «Burnout»                               | Ирвайн, Калифорния, США           | 2:16         |
| 8.  | «Going to Pasalacqua»                   | Калифорния, США                   | 4:01         |
| 9.  | «J.A.R.» (текст написан Майком Дёрнтом) | Детройт, Мичиган, США             | 2:44         |
| 10. | «Who Wrote Holden Caulfield?»           | Нью-Йорк, Нью-Йорк, США           | 3:22         |
| 11. | «Geek Stink Breath»                     | Сайтама, Япония                   | 2:07         |
| 12. | «When I Come Around»                    | Берлин, Германия                  | 3:11         |
| 13. | «She»                                   | Брисбен, Куинсленд, Австралия     | 2:39         |
| 14. | «21 Guns»                               | Калифорния, США                   | 5:56         |
| 15. | «American Idiot»                        | Монреаль, Квебек, Канада          | 4:23         |
| 16. | «Wake Me Up When September Ends»        | Никкельсдорф, Австрия             | 3:11         |
| 17. | «Good Riddance (Time of Your Life)»     | Никкельсдорф, Австрия             | 2:57         |

| №  | Название        | Location                     | Длительность |
| -- | --------------- | ---------------------------- | ------------ |
| 1. | «Letterbomb»    | Chula Vista, Калифорния, США | 4:34         |
| 2. | «Christie Road» | Hartford, Коннектикут, США   | 4:01         |

| №  | Название                                 | Location                     | Длительность |
| -- | ---------------------------------------- | ---------------------------- | ------------ |
| 1. | «Letterbomb»                             | Chula Vista, Калифорния, США | 4:34         |
| 2. | «Christie Road»                          | Hartford, Коннектикут, США   | 4:01         |
| 3. | «Paper Lanterns / 2000 Light Years Away» | Alpharetta, Джорджия, США    | 6:00         |

DVD
Все тексты написаны Билли Джо Армстронгом (кроме «My Generation»), вся музыка написана Green Day (Билли Джо Армстронг, Майк Дёрнт, Тре Кул).
| №   | Название | Длительность |
| --- | --- | ------------ |
| 1.  | «21st Century Breakdown» |              |
| 2.  | «Know Your Enemy» |              |
| 3.  | «East Jesus Nowhere» |              |
| 4.  | «Holiday» |              |
| 5.  | «The Static Age» |              |
| 6.  | «¡Viva la Gloria!» |              |
| 7.  | «Boulevard of Broken Dreams» |              |
| 8.  | «Burnout» |              |
| 9.  | «Geek Stink Breath» |              |
| 10. | «Welcome to Paradise» |              |
| 11. | «When I Come Around» |              |
| 12. | «My Generation» (слова и музыка Пита Таунсенда, оригинальное исполнение The Who)                                                               |              |
| 13. | «She» |              |
| 14. | «21 Guns» |              |
| 15. | «American Eulogy» A. «Mass Hysteria» B. «Modern World»                                                                                         |              |
| 16. | «Jesus of Suburbia» I. «Jesus of Suburbia» II. «City of the Damned» III. «I Don't Care» IV. «Dearly Beloved» V. «Tales of Another Broken Home» |              |
| 17. | «Good Riddance (Time of Your Life)» |              |

| №   | Название                    | Длительность |
| --- | --------------------------- | ------------ |
| 18. | «Cigarettes and Valentines» |              |